# هيرب شتاين
هيرب شتاين (بالإنجليزية: Herb Stein)‏ هو لاعب كرة قدم أمريكية أمريكي، ولد في 27 مارس 1898 في وارن في الولايات المتحدة، وتوفي في 25 أكتوبر 1980 في روكي ريفير في الولايات المتحدة.